# 拿鐵自由派

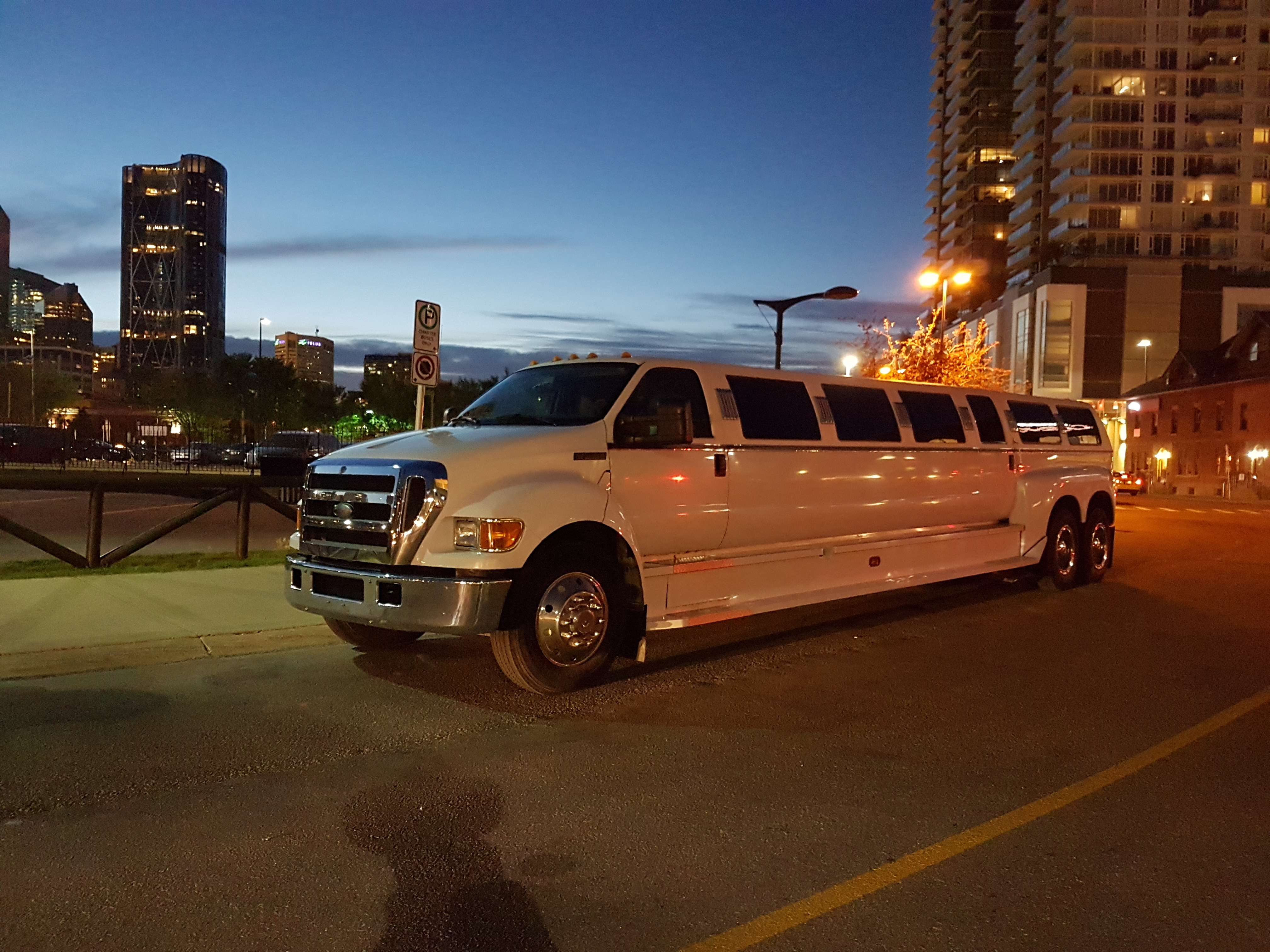
轎車自由派將加长轿车視為富裕的象徵

拿鐵自由派（英語：Latte Liberal）, 或稱轎車自由派（英語：Limousine Liberal），是政治领域的贬义词，在美国指一方面向公眾宣揚自由派價值觀，另一方面卻享受與一般大眾無緣的舒適生活的上流社會人士。

## 用法
保守派人士常以該詞諷刺一些自由派人士的虛偽言行，例如呼籲公眾乘搭公共交通工具，自己卻常以私家車代步。該詞含義與中文語境中的白左和左膠相似，但並非完全一樣。該詞亦常被與香檳社會主義者和古驰共產主義者（英文: Gucci Communist）等類似詞語交替使用，均被用以諷刺被批評者不符合其所擁護的意識型態價值觀的言行，然而, 拿鐵自由派一詞多被右派人士使用，而香檳社會主義者一詞多被左派人士使用，不過共通之處在於被諷刺的對象通常都是中間派人士。

## 來源
1. ↑  Time . "Limousine Liberal Hypocrisy" by Charles Krauthammer. Published March 16, 2007.
2. ↑  . NPR.   [2023-04-22]. （原始内容存档于2017-09-30）.